# Khatu
Khatu fou un estat tributari protegit, un jagir o thikana (feu) feudatari de Jaipur, governat per un sub clan rajput Ladhkani. Fou fundat pel thakur Kesari Singh, fill petit de Thakur Lad Khan de Kachariawas.

## Llista de thakurs
- Thakur Bukhsh ram
- Thakur bagh singh (fill)
- Thakur sobhag singh (fill)
- Thakur hari singh (fill) ?-vers 1933
- Thakur mool singh (fill) 1933-?
- Thakur girdhar singh (fill) ?-1955